# Rauhes Haus (metropolitana di Amburgo)
La stazione di Rauhes Haus è una fermata della metropolitana di Amburgo, servita dalla U2 e dalla U4.